# Quincy Olivari
Quincy Andrew Olivari (Atlanta, Georgia, 27 de mayo de 2001) es un baloncestista estadounidense que pertenece a la plantilla de los South Bay Lakers de la G League. Con 1,91 metros de estatura, juega en la posición de base.

## Trayectoria deportiva

### Universidad
Jugó tres temporadas con los Owls de la Universidad Rice, en las que promedió 13,2 puntos, 4,6 rebotes y 1,5 asistencias por partido. En 2021 fue incluido en el tercer mejor quinteto de la Conference USA, mientras que en 2023 lo fue en el segundo.
El 17 de abril de 2023 anunció que sería transferido a los Musketeers de la Universidad Xavier para disputar su último año universitario, donde promedió 19,1 puntos, 5,6 rebotes y 2,1 asistencias por partido.

### Profesional
Tras no ser elegido en el Draft de la NBA de 2024, disputó con Los Angeles Lakers la Liga de Verano de la NBA, y el 14 de agosto firmó contrato con la franquicia, que el 19 de octubre se convertiría en un contrato dual que le permite jugar además en su filial de la G League, los South Bay Lakers. Fue despedido el 15 de enero de 2025, tras dos encuentros con el primer equipo. Una semana más tarde regresó a South Bay. El 28 de marzo registó el primer triple-doble de su carrera ante Iowa Wolves, consiguiendo 25 puntos, 12 rebotes y 10 asistencias.

## Estadísticas de su carrera en la NBA

### Temporada regular
| Año     | Equipo      | PJ | PT | MPP | %TC  | %3P  | %TL | RPP | APP | ROB | TPP | PPP |
| ------- | ----------- | -- | -- | --- | ---- | ---- | --- | --- | --- | --- | --- | --- |
| 2024-25 | L.A. Lakers | 2  | 0  | 5.2 | .200 | .200 | —   | .0  | .5  | .0  | .0  | 1.5 |
| Total   | Total       | 2  | 0  | 5.2 | .200 | .200 | —   | .0  | .5  | .0  | .0  | 1.5 |